# Metabolos rugosus
Metabolos rugosus är en måreväxtart som beskrevs av Carl Ludwig von Blume. Metabolos rugosus ingår i släktet Metabolos och familjen måreväxter. Inga underarter finns listade i Catalogue of Life.